# Ibrahim Kodra

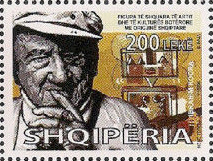
Kodra en un sello de Albania de 2008

Ibrahim Shaban Likmetaj Kodra (Ishëm, 22 de abril de 1918-Milán, 7 de febrero de 2006) fue un pintor albanés cuyo trabajo se inscribió en el cubismo y el temprano modernismo. Dado el período de su mayor producción artística, su obra se asocia al cubismo tardío; se le atribuye ser el último post-cubista europeo. Se considera el único pintor albanés de renombre internacional.

## Biografía
Kodra nació en Ishëm (Ishmi), Albania.
Ibrahim Kodra queda trágicamente huérfano de madre a la edad de tres años, y a los ocho años se había escapado de su hogar. Su padre, un oficial naval que también estaba interesado en el arte y la poesía, con demasiada frecuencia estaba ausente para cuidarlo. Así, el joven Kodra es educado en Tirana en la corte del Zog I de Albania. Aquí, protegido por la reina Géraldine Apponyi de Nagyappony, quien lo había recibido, siguió estudios científicos y, más tarde, una escuela de arte. Este nacimiento extranjero y esta increíble educación de cuentos de hadas contribuyeron a hacer de él una figura singular y misteriosa que se refleja en su arte pictórico.
Ibrahim Kodra decide radicarse en Italia muy joven asistiendo a la Scuola d'Arte Odhise Paskali. En 1938, gracias a una beca del gobierno italiano, ingresa a la Academia de Bellas Artes de Brera, donde es seguido por Carlo Carrà, Aldo Carpi y Achille Funi. En 1944 abre su propio estudio en Milán y en 1947 conoce a Paul Éluard y en 1948 se reúne con el célebre Pablo Picasso, quien llegó a Roma para el congreso de la paz. En 1953 participa en la Exposición Internacional de la Universidad de París, realizando luego diversas muestras en varias partes del mundo, como Nueva York, Belgrado y Stuttgart, entre otras.
Expuso junto con Pablo Picasso, Marc Chagall, Henri Matisse, Amedeo Modigliani, Georges Rouault y Raoul Dufy, en la Exposición Internacional Bienal de Venecia, además de realizar exposiciones colectivas con Salvador Dalí, Matta, Max Ernst, Levi, Panseca y otros. Sus obras pueden encontrarse en el Museo Vaticano, la Cámara de Diputados (Italia), en galerías públicas, museos y colecciones privadas.
En 1996 ganó el premio “Honor de la Nación” de Albania, y el mismo año fue nombrado Ciudadano Honorario de Tirana. En 1997, luego de haber pintado Albania Fantástica (conocida también como Shqiperia Fantastike o Fantastic Albania), se le otorgó un pasaporte diplomático por parte de la República de Albania.
En la investigación artística de Ibrahim Kodra, el cubismo de Pablo Picasso será muy influyente, especialmente después de su amistad en Roma en 1948, al punto que los mismos periódicos españoles que hablan de Pablo Picasso indicaron a Kodra como "el último postcubista en Europa".

## Premios
- Orden Honor de la Nación, otorgado por el Presidente de la República de Albania, 1996.[4]

## Estilo
En 1947, Kodra funda el movimiento artístico Línea, al que se adhieren Francesco Dova, Mario Meloni y Vittorio Brindisi.
En la investigación artística de Ibrahim Kodra, el cubismo de Pablo Picasso será muy influyente, especialmente después de su amistad en Roma en 1948, al punto que los mismos periódicos españoles que hablan de Picasso indicaron a Kodra como "el último postcubista en Europa". 
Los movimientos imprescindibles de su pintura son el Cubismo y el Abstraccionismo. Es el fundador de un neocubismo admirado también por Pablo Picasso, quien estudia, experimenta y reelabora dando vida a una estética metafísico-geométrica personal. Sus pinturas están compuestas por elegantes figuras geométricas, que se entienden al mismo tiempo como una síntesis de la realidad y como un retorno a la simplicidad primordial del arte producido por el hombre, cuyos caracteres han sido transmitidos en la cultura ancestral del Primitivismo.
El poeta Paul Eluard definió a Kodra como “Le primitif d’une nouvelle civilization” (“El primitivo de una nueva civilización”), y Pablo Picasso señaló "Incluso su firma es una obra de arte".

## Trabajos en museos y colecciones
Las obras de Kodra se conservan en los Museos Gallerie d'Italia de Banca Intesa San Paolo, Museos Vaticanos, la Cámara de Diputados del Estado italiano, la Galería Nacional de Kosovo de Pristina y la pinacoteca de la Basílica Santuario de Santa Maria de Finibus Terrae y Santa Maria di Leuca.

## Obras
A lo largo de su trayectoria Kodra creó alrededor de 6000 obras, entre pinturas, dibujos y técnicas mixtas. De ellas solo unas 2000 están registradas y documentadas. Entre ellas:
- Pesci in amore (1976), 49x69[13]
- Composizione (1960), 100x80, óleo sobre lienzo
- Ragazza (1960), 61x44cm, pastel sobre papel
- Suonatore di piffero, 80x60cm, técnica mixta sobre cartón
- Composizione (1962), 110x60, óleo sobre lienzo
- Mattina (1963), 50x33, óleo sobre lienzo[14]
- Lotta per la pace, 180x120, óleo de técnica mixta sobre lienzo
- La lotta per il potere, Omaggio a B. Brecht (1972), 120x80, óleo sobre lienzo
- Erano giovani Spagna (1975), 50x70cm, técnica mixta sobre cartón
- Amici per la pelle (1976), 50x70cm, técnica mixta sobre cartón
- Positano (1983), óleo sobre lienzo
- Albania fantástica (1997), 100x50, óleo de técnica mixta sobre lienzo
- Archeologo (2003), 150x100, óleo sobre lienzo
- L' angelo incontra Madre Teresa di Calcutta (2003), 180x70, óleo de técnica mixta sobre lienzo
- Citta nuova (2003), 100x100, óleo de técnica mixta sobre lienzo
- Suonano in do minore (2003), 70x80, óleo sobre lienzo

### Galería

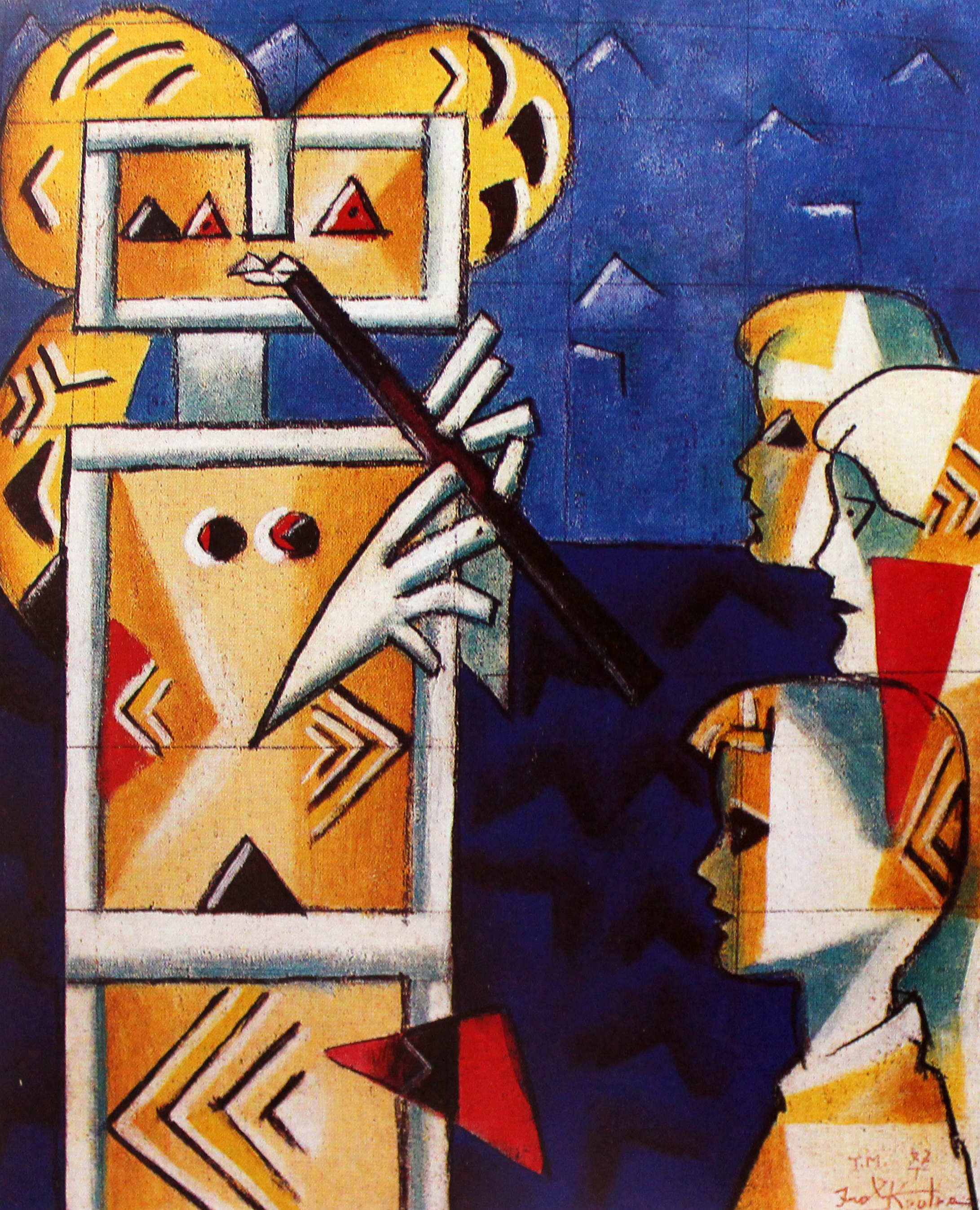
La lezione di musica, 1997, óleo sobre lienzo
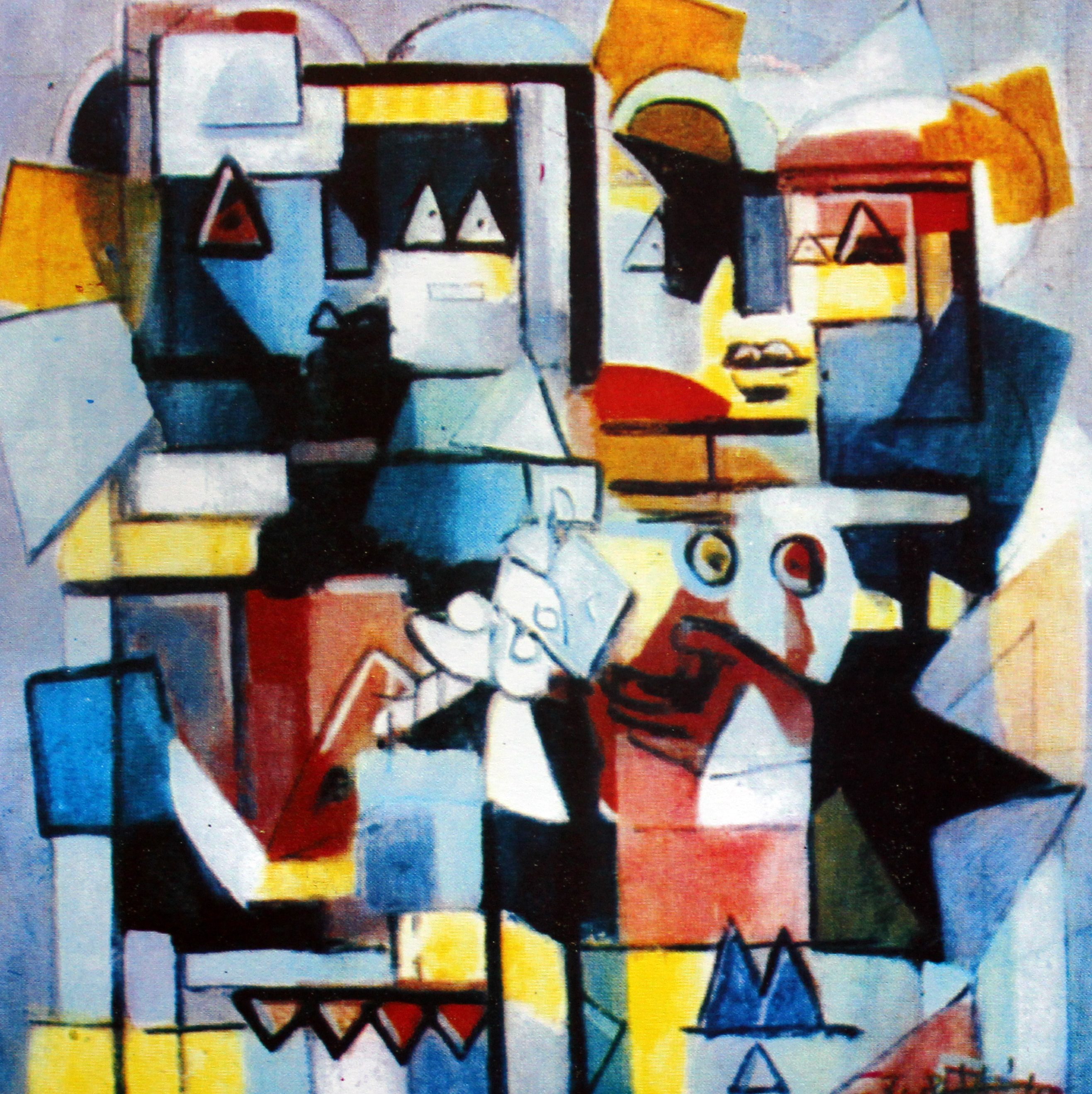
L'appuntamento, 1987, óleo sobre lienzo
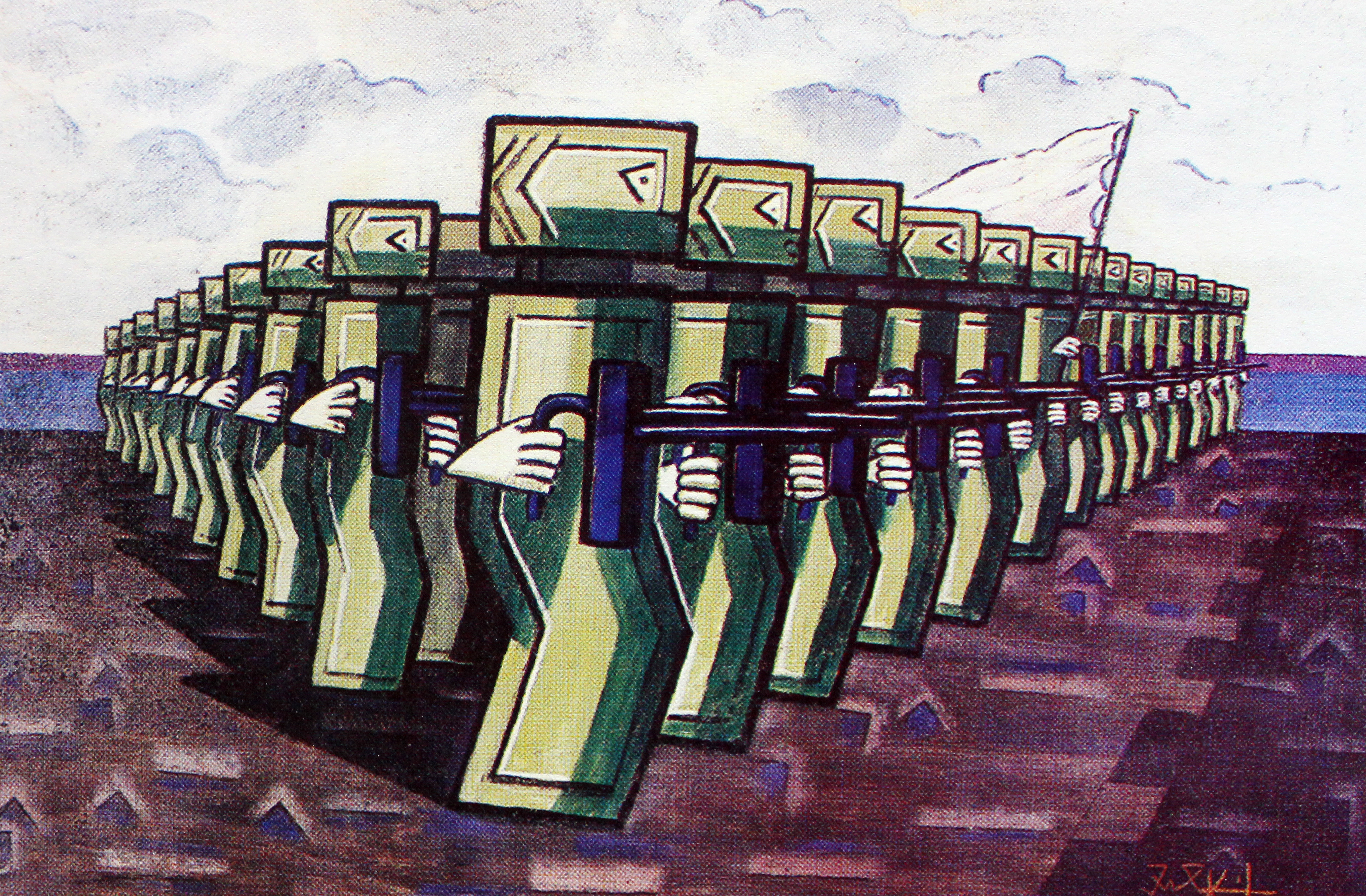
La guerra per la pace, 1977, óleo sobre lienzo
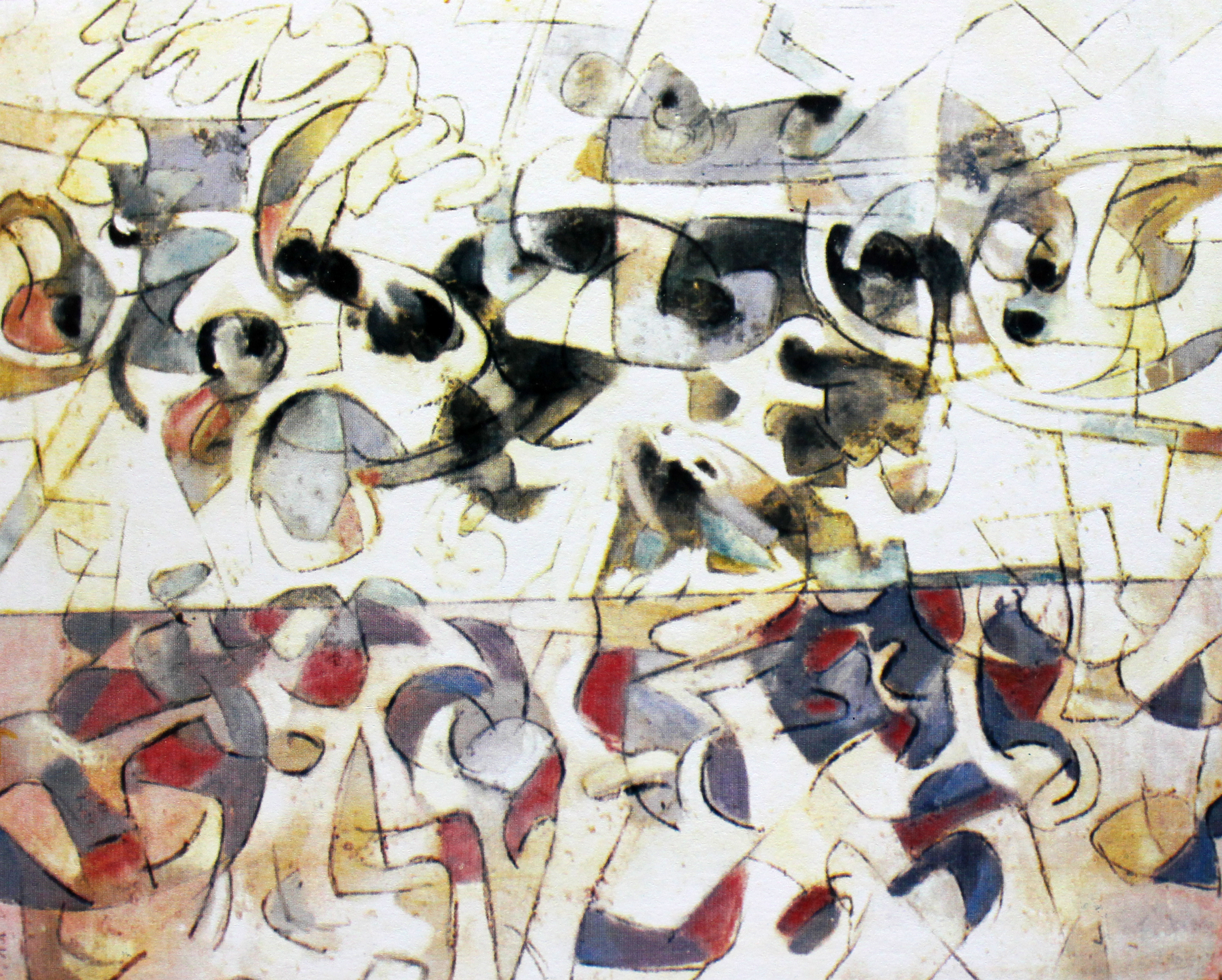
Il mare, 1968, óleo sobre lienzo